# أنتوني مامو
أنتوني مامو (بالإنجليزية: Anthony Mamo) (و. 1909 – 2008 م) هو قاض، ومحام من مالطا ولد في بيركيركارا.

## التعليم
تعلم في جامعة مالطا.

## روابط خارجية
- أنتوني مامو على موقع مونزينجر (الألمانية)